# Aeluroscalabotes felinus
Il geco gatto (Aeluroscalabotes felinus (Günther, 1864) è un piccolo sauro della famiglia Eublepharidae. È l'unica specie del genere Aeluroscalabotes.
Il suo nome volgare deriva dalla sua abitudine, quando dorme, di avvolgersi nella coda, assumendo appunto una posizione che ricorda quella di un gatto che dorme.

## Descrizione
Geco snello e di taglia media, gli adulti arrivano fino a 20 cm di lunghezza compresa la coda, i maschi sono leggermente più piccoli delle femmine (femmine: 7 pollici, maschi 4 pollici). È considerato uno dei gechi più primitivi attualmente esistente, anche per la sua somiglianza con le prime forme di geco ritrovate nei fossili. Contrariamente agli altri gechi arboricoli, non è dotato di lamelle subdigitali (setae), e per arrampicarsi utilizza unghie retrattili e la sua coda prensile. Presenta un colore caffè marrone, che si sposta dal color ruggine.

## Biologia
Principalmente è attivo di notte; insettivoro e di abitudini arboricole. Predilige zone umide, montane e silvestri. Preferisce temperature fresche

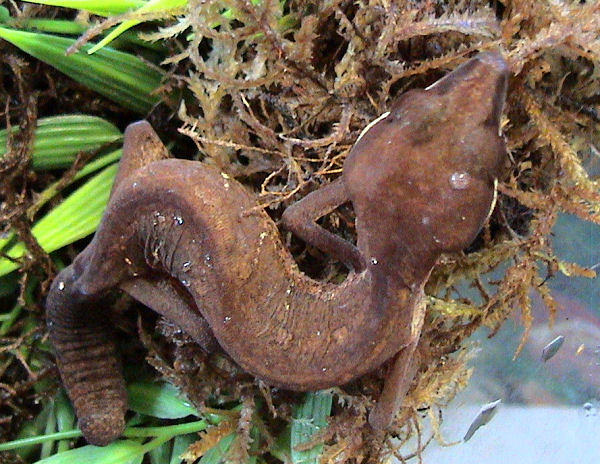

## Distribuzione e habitat
Questa specie di gechi si può incontrare in natura nel Sud-Est Asiatico, in particolare in Indonesia, Malaysia, Singapore e Thailandia. In quest'ultimo paese è considerata specie protetta, e ne è vietata la cattura e l'esportazione.

## Tassonomia
Esistono due sottospecie riconosciute:
- Aeluroscalabotes felinus felinus (Günther, 1864)
- Aeluroscalabotes felinus multituberculatus (Kopstein, 1927)